# Половинка (приток Васюгана)
Полови́нка — река в России, протекает по Каргасокскому району Томской области. Устье реки находится в 477 км по правому берегу реки Васюган. Длина реки составляет 31 км. В районе реки находится Южно-Черемшанское нефтяное месторождение. В связи с этим 27-километровый участок реки от истока является водоохранной зоной (ширина зоны — 100 м).

## Данные водного реестра
По данным государственного водного реестра России относится к Верхнеобскому бассейновому округу, водохозяйственный участок реки — Васюган, речной подбассейн реки — бассейны притоков Оби (верхней) от Кети до Васюгана. Речной бассейн реки — Обь (верхняя) до впадения Иртыша.
Код объекта в государственном водном реестре — 13010800112115200030881.